# Fritz Hallgarten

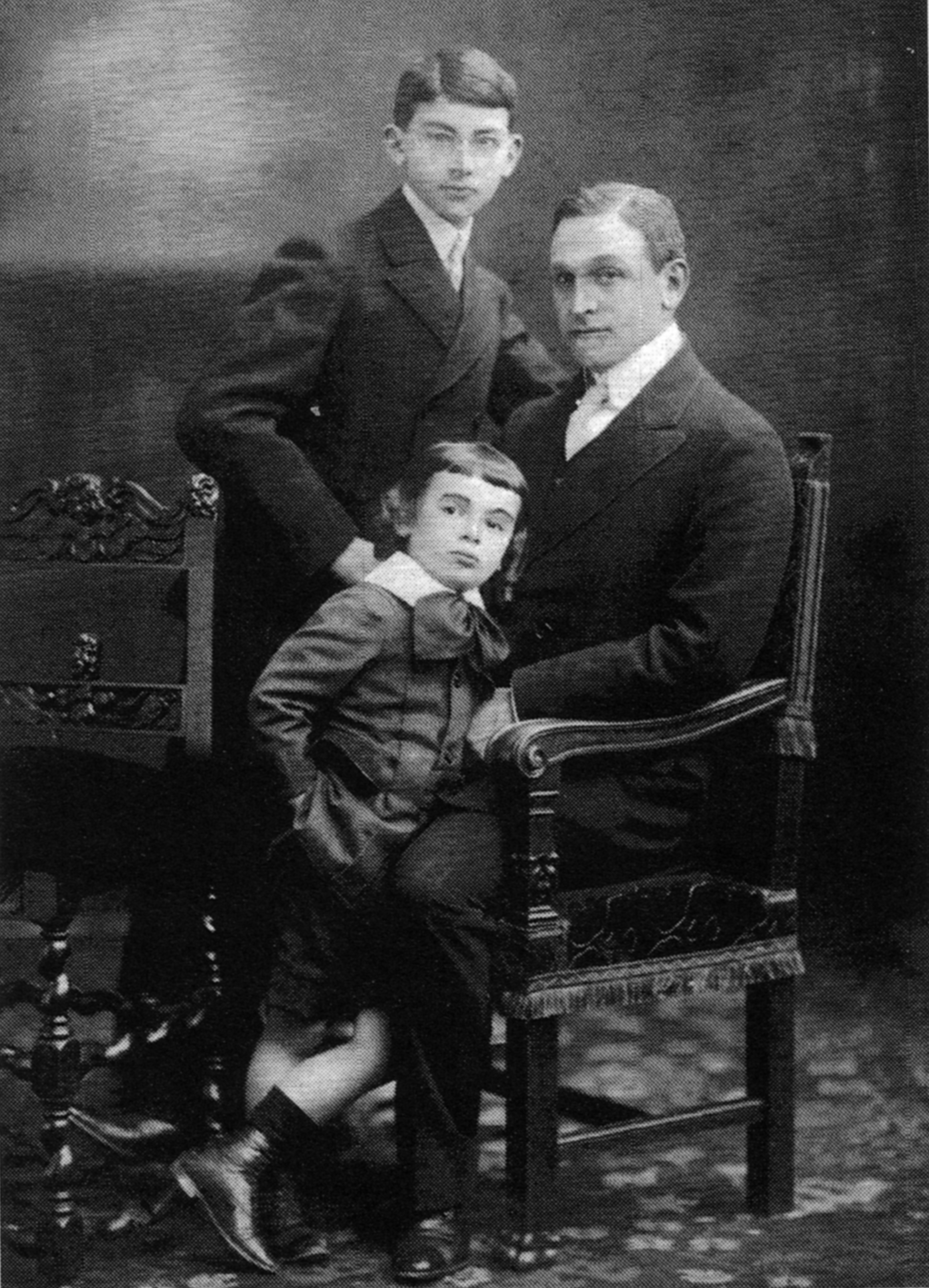
Fritz Hallgarten mit Söhnen Hans Otto und Paul Arnold

Fritz Hallgarten (* 9. Juli 1865 als Friedrich Siegmund Hallgarten in New York City; † 13. November 1925 in Frankfurt am Main) war ein deutscher Chemiker.
Er war der älteste Sohn von Charles Hallgarten, der die Geschäfte, das Mäzenatentum und das ehrenamtliche sozialtätige Werk seines Vaters fortführte. Er war Ehrenbürger der Johann Wolfgang Goethe-Universität Frankfurt am Main, da er bei der Gründung dieser Institution „tatkräftig“ mitgewirkt hatte. Ab 1908 wirkte er 16 Jahre lang als Vorsitzender des „Frankfurter Vereins für Rekonvaleszenten-Anstalten“, der die Lungenheilstätte Ruppertshain im Taunus betrieb. Hierbei tat er sich in der Tuberkulosebekämpfung hervor, was in seinem Nachruf ausdrücklich erwähnt wird.

Todesanzeige des Vereins, der die Lungenheilanstalt in Ruppertshain betrieb

Lebenslauf von 1889 in lateinischer Sprache

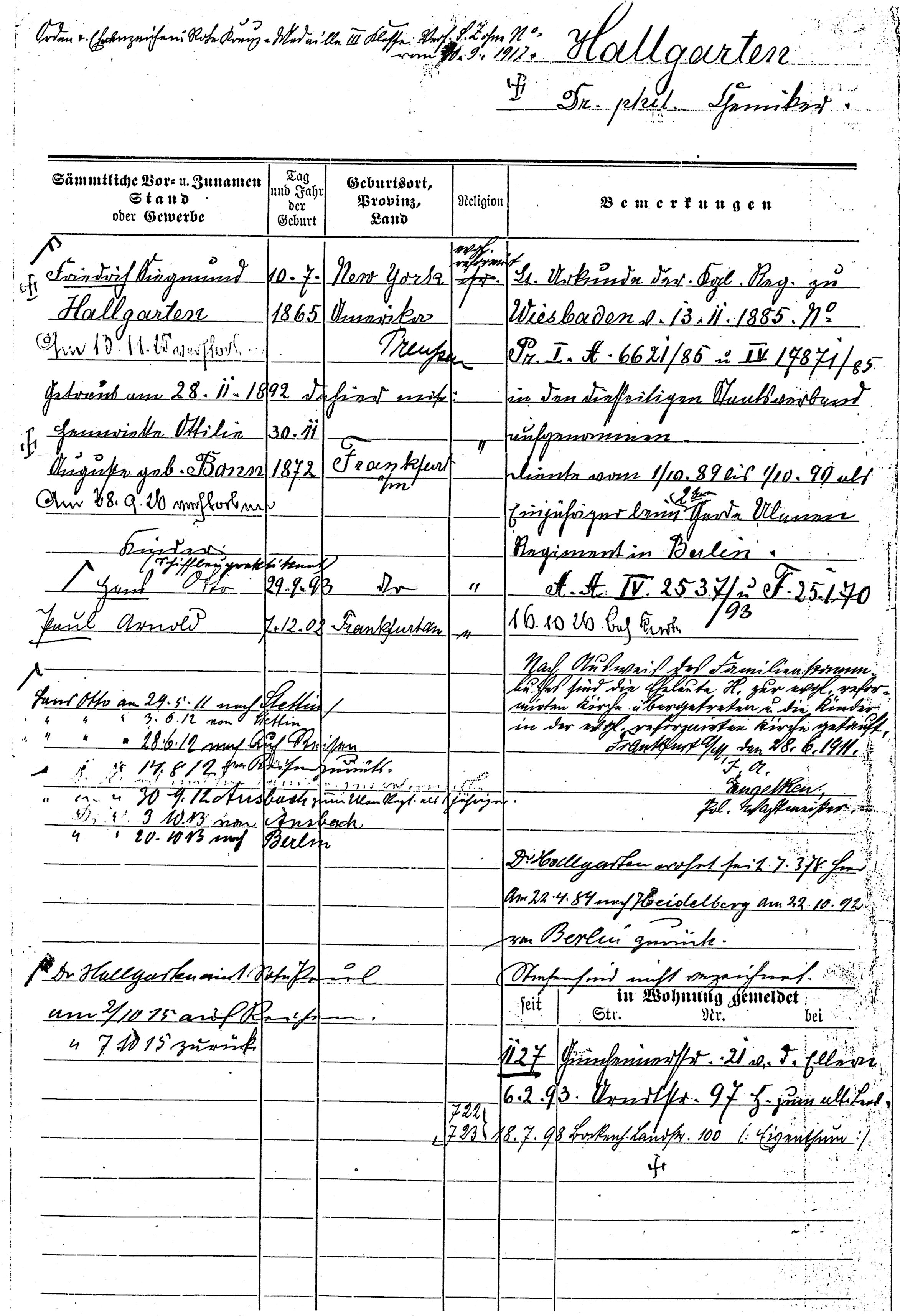
Familienbuch Frankfurt

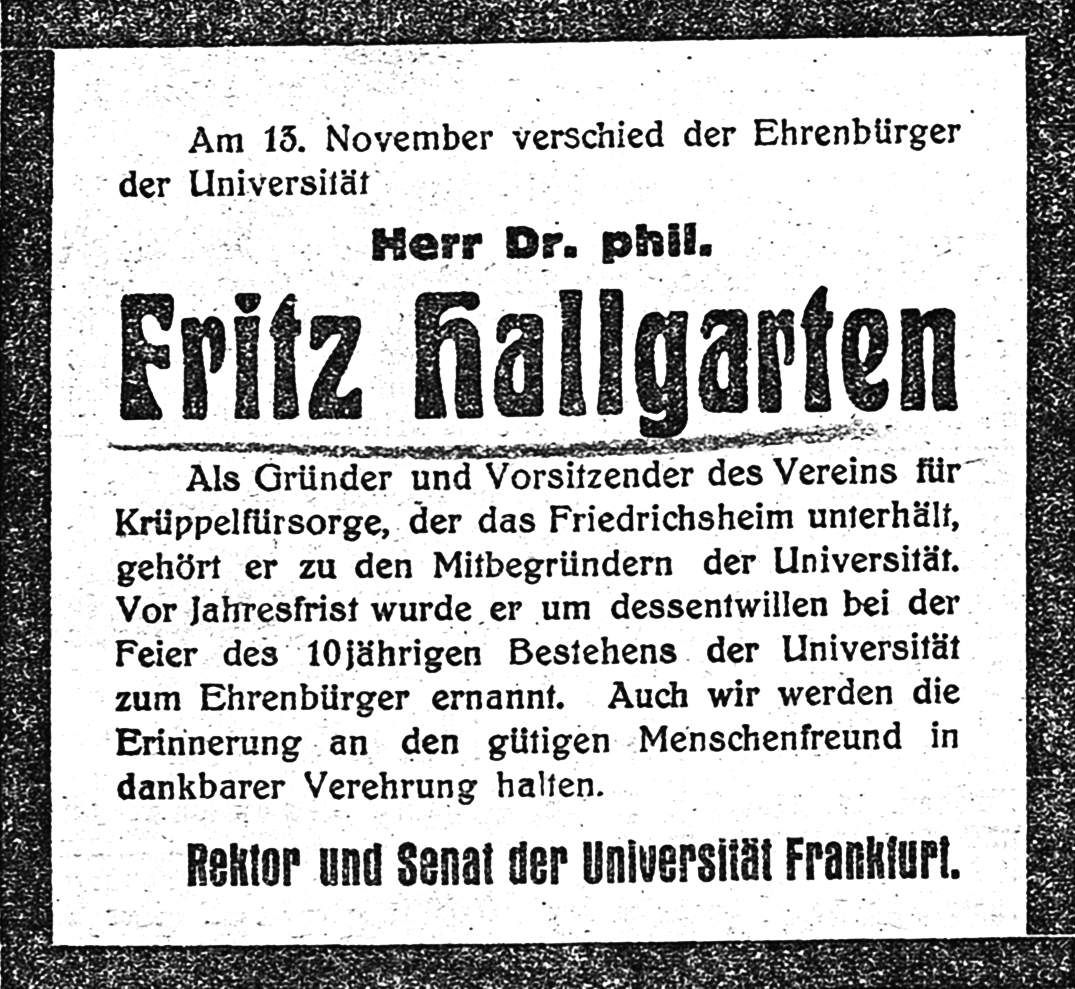
Todesanzeige der Universität Frankfurt

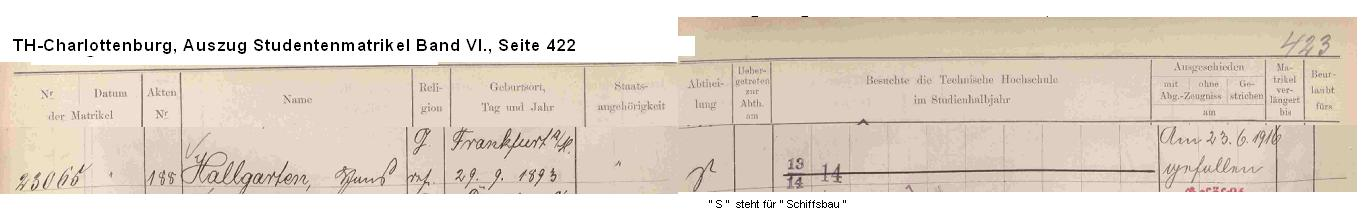
Der Schiffsbau-Student Hans Hallgarten

Testament zugunsten der Universität

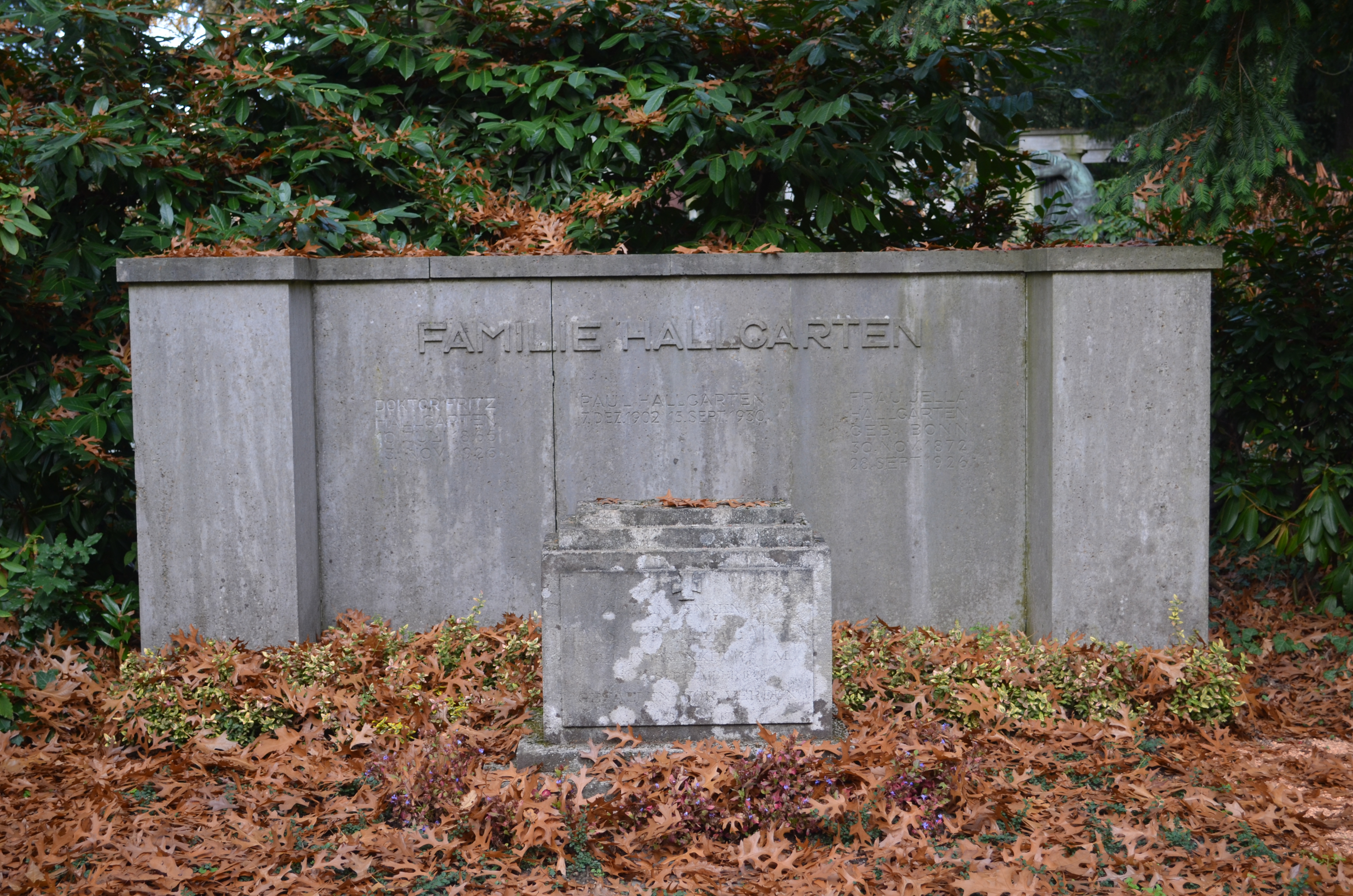
Familiengrab auf dem Frankfurter Hauptfriedhof

## Ausbildung
Der Sohn von Charles (Karl) Hallgarten und Elisa, geborene Mainzer, war jüdischen Glaubens. Als er zehn Jahre alt war, zogen seine Eltern von New York nach Frankfurt am Main.
Ab Herbst des Jahres 1877 besuchte er das Frankfurter Gymnasium und legte dort im Frühling 1884 das Abitur ab.
Danach wurde er an der philosophischen Fakultät der Universität Heidelberg aufgenommen und beschäftigte sich dort ein Semester lang mit dem Studium der Naturwissenschaften (seine Dozenten dort waren Robert Wilhelm Bunsen, Georg Hermann Quincke und Leo Koenigsberger). Anschließend wechselte er an die Berliner Friedrich-Wilhelm-Universität und studierte vorzugsweise Chemie.
Während seines Studiums beteiligte er sich an den chemischen Versuchen unter der Leitung der Kapazitäten Rammelsberg und Liebermann. Seine Dozenten waren Wilhelm Dilthey, Carl Friedheim, Siegmund Gabriel, Hermann von Helmholtz, August Wilhelm von Hofmann, Heinrich Gustav Johannes Kayser, Carl Liebermann, Karl Adolph Paalzow, Karl Friedrich Rammelsberg, Ferdinand Tiemann, Carl Hermann Wichelhaus, Otto Nikolaus Witt und Zeller. In seiner Vita, die seiner Dissertation (Derivate des Anthranols, 1889) in lateinischer Sprache vorangestellt ist, wurde sein Lehrer Carl Liebermann – ein Großonkel Walther Rathenaus – mit besonderem Dank hervorgehoben.

## Familie
Am 28. November 1892 heiratete er „Yella“ (eigentlich: Henriette Ottilie Auguste), geborene Bonn (* 30. November 1872 Frankfurt am Main; † 28. September 1926 ebenda). Sie war die Cousine Moritz Julius Bonns, die Tochter von Philipp Bernhard Bonn und Nichte von Wilhelm Bernhard Bonn (alle Ehrenbürger der Stadt Kronberg).
Fritz Hallgarten war der Schwager Max Neissers und der Onkel Liselotte Dieckmanns und Richard Hallgartens. Somit werden mehrere Bezüge zur Familie Thomas Manns und Fritz Andreaes erkennbar.
Aus der Ehe gingen zwei Söhne hervor:
1. Hans Otto (* 29. September 1893 (oder 29. März) in Frankfurt am Main; † 23. Juni 1916 in Verdun). Ab 30. September 1912 diente er in Ansbach im Ulanenregiment als Einjähriger. Er besuchte das Lessing-Gymnasium und studierte an der TH-Charlottenburg „Schiffsbau“.
2. Paul Arnold (* 7. Dezember 1902 Frankfurt am Main; † 1930 Salzburg) ⚭ Kunstmalerin Marie Elisabeth Wrede (* 1898 Freilassing; † 1981 Paris)
Nach Ausweis des Familienstammbuches sind die Eheleute Hallgarten am 28. Juni 1911 zur evangelisch reformierten Kirche übergetreten und die Kinder in der evangelisch reformierten Kirche getauft worden.

## Auszeichnungen
- Orden- und Ehrenzeichen Rote-Kreuz-Medaille III. ohne Nummer vom 10. September 1917
- Ehrenbürgerschaft der Johann Wolfgang Goethe-Universität